# Okanagan Valley

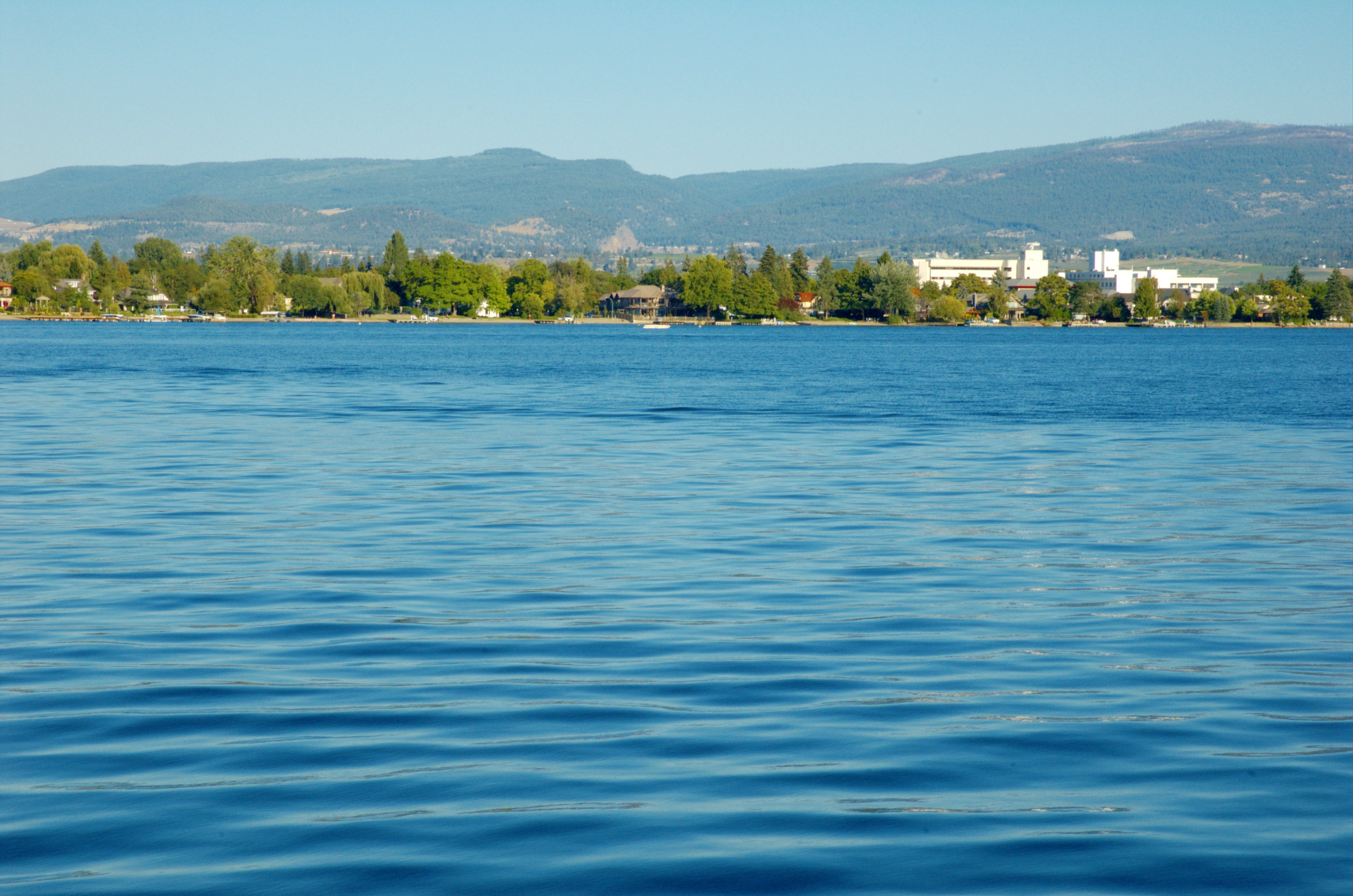
Das Okanagan Valley Seeblick

Das Okanagan Valley ist eine Region im Süden der Provinz British Columbia; sie wird auch als Okanagan bezeichnet und bildet den kanadischen Teil der Region Okanagan Country.

## Lage und Gliederung
Das Okanagan Valley erstreckt sich über eine Distanz von etwa 175 Kilometer von Osoyoos bis Enderby.
Die Region wird von drei Regionaldistrikten gebildet:
- Regional District of North Okanagan (7512,58 km ²) mit Verwaltungssitz in Coldstream
- Regional District of Central Okanagan (2904,00 km²) mit Verwaltungssitz in Kelowna
- Regional District of Okanagan-Similkameen (10.413, 44 km²) mit Verwaltungssitz in Penticton

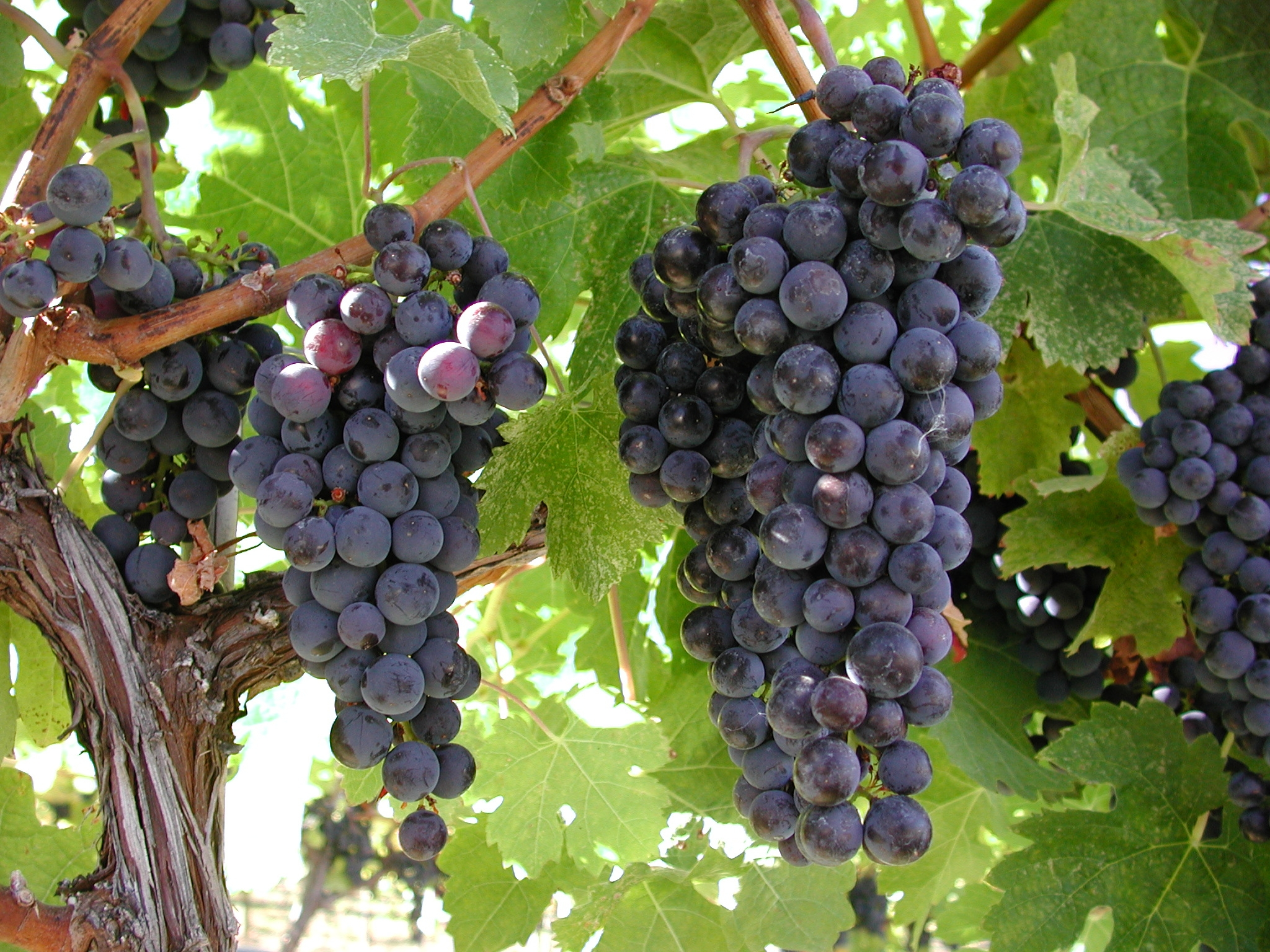
Weintrauben in Okanagan Valley

Auf der Fläche von 20.829 km² leben laut Volkszählung von 2001 etwa 298.000 Menschen, die Bevölkerungsdichte von 14,31 Einwohnern je km² ist für das Binnenland der Provinz weit überdurchschnittlich.

## Geschichte
Das Tal ist Heimat der Okanagan Nation, eines Stammes der Salish, welche das Okanagan Valley entlang des Okanagan River bis zum Columbia River und das Similkameen Valley besiedelten. Dieses indigene Volk lebte als Jäger und Sammler und trieb Handel mit Völkern des Nordwestens.
Die ersten Fremden kamen 1811 in das Tal, 15 Jahre später diente der Okanagan Trail von Fort Okanagan, einem Handelsposten der Pacific Fur Company am Columbia River, zum Tal des Thompson River dem Warentransport vom und zum Pazifik. Der Oregon-Kompromiss teilte das Tal 1846 am 49. Breitengrad, was den Warenaustausch über den Okanagan Trail zum Erliegen brachte, da dieser nun durch die Täler des Thompson River und des Fraser River in Richtung Vancouver erfolgte.
1859, als der Pater Charles Pandosy eine Mission der Oblaten im heutigen Kelowna gründete, begann die europäische Besiedlung der Region, auch um die im Fraser Canyon  und der Cariboo-Region tätigen Goldsucher mit Lebensmitteln zu versorgen. Prospektoren, welche über den Okanagan Trail aus den Vereinigten Staaten von Amerika kamen, entdeckten im Süden des Tals bescheidene Vorkommen an Gold und Kupfer, deren Ausbeutung führte zu einer weiteren Bevölkerungszunahme.
Der wirtschaftliche Aufschwung war im 20. Jahrhundert zunächst eng an den kommerziellen Obstbau gebunden, 1892 wurde die erste Apfel-Pflanzungen angelegt. Dies führte zu einem wirtschaftlichen Aufschwung im Tal, darüber hinaus war insbesondere in Penticton die holzverarbeitende Industrie von Bedeutung. Später folgte Weinbau (siehe hierzu auch den Artikel Weinbau in Kanada).

## Naturraum und Klima
Das Okanagan Valley ist der kanadische Anteil des Tals des Okanagan River, eines Flusses, welcher im Okanagan Lake entspringt und im Bundesstaat Washington in den Columbia River mündet. Das in Nord-Süd-Richtung ausgerichtete, vier bis 19 Kilometer breite Tal wird von den Monashee Mountains (mit dem Okanagan Highland) und dem Thompson Plateau begrenzt.
Für die Region prägend sind die Seen, welche einen weiten Teil des Tals einnehmen:
- Okanagan Lake
- Swan Lake
- Goose Lake
- Kalamalka Lake
- Wood Lake
- Ellison Lake
- Skaha Lake
- Vaseux Lake
- Tuc-El-Nuit Lake
- Osoyoos Lake

Das Klima ist außergewöhnlich warm und trocken, Sommertemperaturen über 30 °C sind üblich. Die Wintertemperatur ist relativ mild, Okanagan Lake und Skaha Lake frieren in normalen Jahren nicht komplett zu. Da man im Durchschnitt etwa 150 frostfreie Tage zählt, ist das Gebiet für den Anbau von Spezialkulturen geeignet.
Die Trockenheit nimmt von Norden nach Süden zu, rund um Osoyoos werden deutlich weniger als die durchschnittlich für das Tal angegebenen 400 mm Niederschlag pro Jahr erreicht.
Das Tal wird als Tessin Kanadas bezeichnet, die hügelige Landschaft ist im Norden mit lockeren Wäldern hauptsächlich aus Ponderosa-Kiefer und Douglasie bedeckt. Das aride Gebiet im Süden nahe der Grenze zum Bundesstaat Washington trägt wüstenhafte Züge, der Bestand an Ponderosa-Kiefern ist weniger dicht und von mit Kakteen und Wüsten-Beifuß bestandenen Flächen durchsetzt.
Trotz der relativ dichten Besiedlung sind in den Randgebieten größere Raubtiere, wie Schwarzbär und Luchs noch relativ häufig.

## Wirtschaft
Der Obstbau ist heute immer noch bedeutend, verliert aber zugunsten des Anbaus von Wein an Anbaufläche. Die Ernte wird auch an Verkaufsständen entlang der wichtigsten Durchgangsstraßen angeboten:

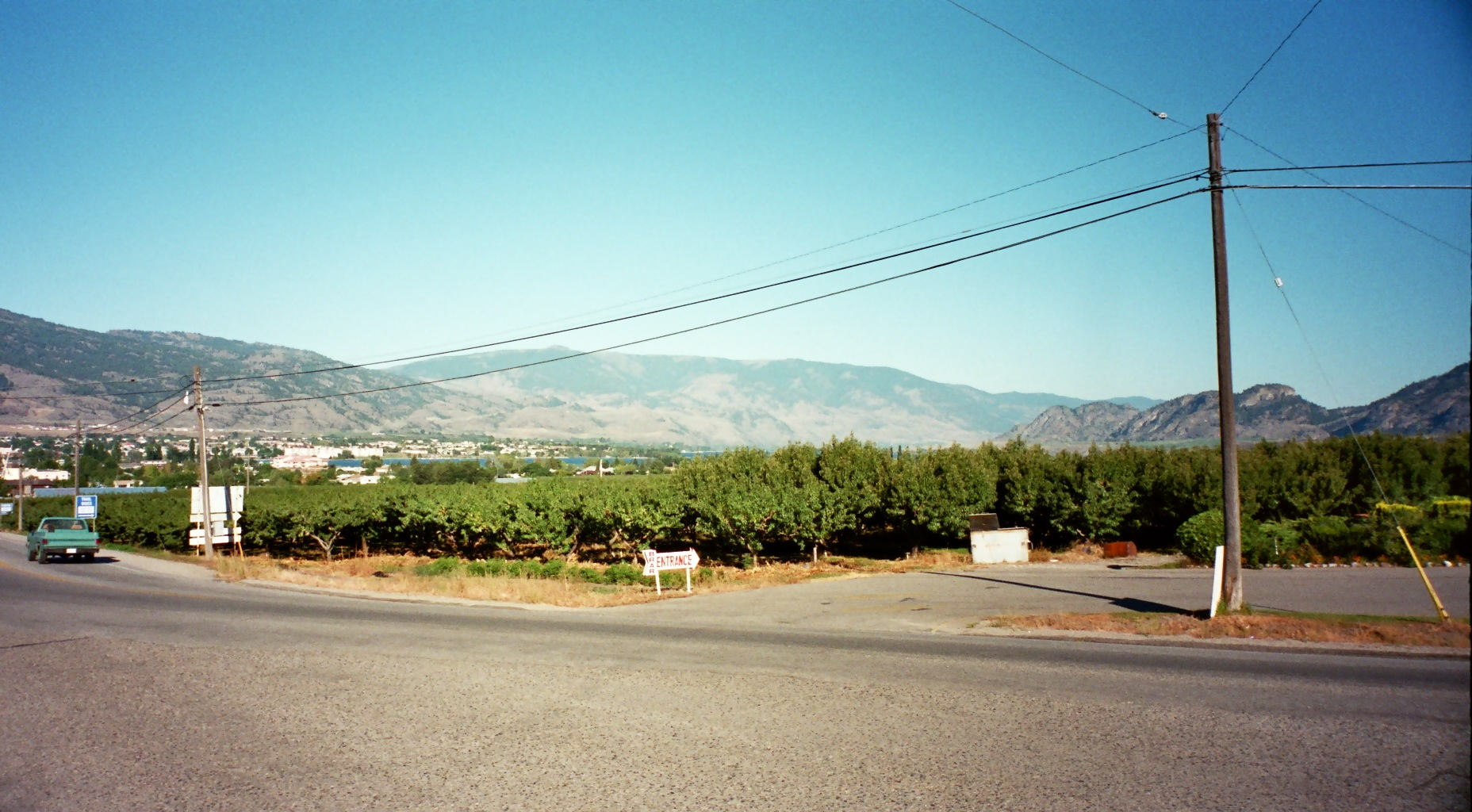
Obstplantagen bei Osoyoos

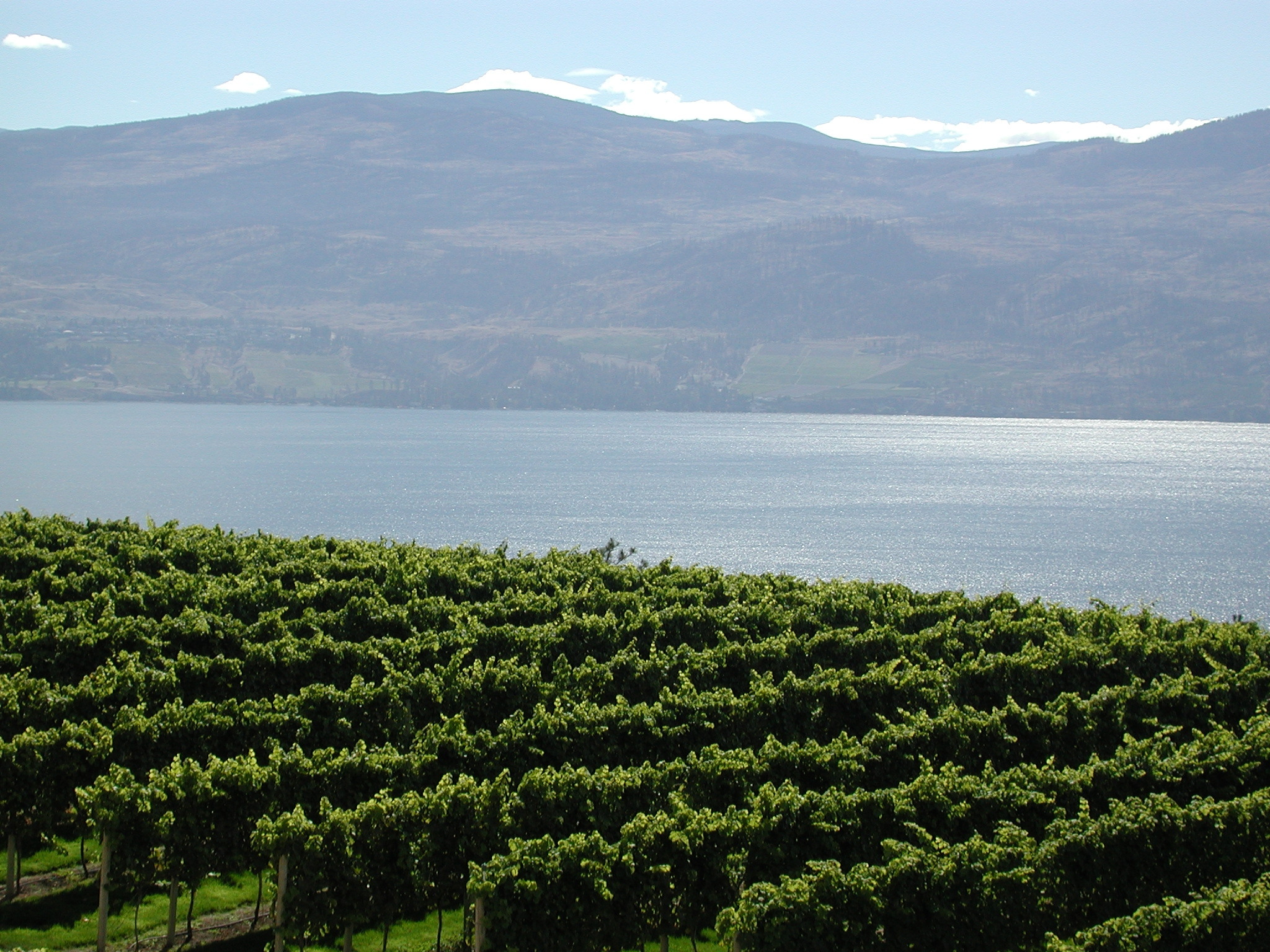
Weinberg in Okanagan

- Kirschen (Ende Juni bis Ende Juli)
- Aprikosen (Mitte Juli bis Mitte August)
- Pfirsiche (Ende Juli bis Mitte September)
- Birnen (Mitte August bis Mitte September)
- Äpfel (Mitte August bis Mitte Oktober)
- Pflaumen (Anfang September bis Ende September)
- Weintrauben (Anfang September bis Anfang Oktober)

Neben der Verarbeitung landwirtschaftlicher Produkte ist der Tourismus ein bedeutender Wirtschaftsfaktor. Daneben ist das Gebiet aufgrund der klimatischen Verhältnisse als Alterssitz beliebt.

## Infrastruktur
Kelowna (YLW) und Penticton (YYF) verfügen über Flughäfen, die von Calgary, Cranbrook, Toronto, Vancouver und Victoria aus bedient werden; darüber hinaus wird Kelowna auch von Seattle-Tacoma aus angeflogen.
Von Sicamous kommend bietet eine gemeinsam von Canadian Pacific und Canadian National Railway betriebene Linie die Möglichkeit des Gütertransport nach Vernon und Kelowna.
Die wichtigsten Straßen, welche das Gebiet erschließen sind:
- Highway 3 (Crowsnest Highway)
- Highway 6
- Highway 33
- Highway 97 (Okanagan Highway)
- Highway 97A
- Highway 97C (Okanagan Connector)

## Ortschaften
Folgende Ortschaften – von Norden nach Süden angeordnet – bilden die Region:
- Enderby
- Armstrong
- Spallumcheen
- Vernon
- Lumby
- Coldstream
- Lavington
- Lake Country (bestehend aus Oyama, Winield, Carr’s Landing und Okanagan Centre)
- Kelowna
- West Kelowna
- Peachland
- Summerland
- Naramata
- Penticton
- Kaleden
- Okanagan Falls
- Olalla
- Oliver (einschließlich Fairview)
- Osoyoos